# PayPayアセットマネジメント
PayPayアセットマネジメント株式会社とは、日本の金融商品取引業者、投資運用業者、投資助言・代理業者。LINEヤフー傘下の資産運用会社。2025年9月末をめどに事業を終了する予定。